# 卡蘭·拉詹·拉賈拉詹
卡蘭·拉詹·拉賈拉詹（Karan Rajan Rajarajan，1996年10月30日—），前印度男子羽毛球運動員，自2019年5月開始代表丹麥參加國際比賽。

## 簡歷
2017年7月，卡蘭·拉詹·拉賈拉詹出戰拉各斯羽毛球國際挑戰賽男子單打項目，在決賽中以0比2的成績（15-21、13-21）不敵隊友拉胡尔·亚达夫·奇塔博尔纳，屈居亞軍。

## 主要比賽成績
| 年份          | 賽事                         | 公開賽級別 | 項目     | 成績   |
| ------------- | ---------------------------- | ---------- | -------- | ------ |
| 代表 印度時期 |                              |            |          |        |
| 2017年        | 危地馬拉羽毛球未來系列賽     | 未來系列賽 | 男子單打 | 冠軍   |
| 2017年        | 拉各斯羽毛球國際挑戰賽       | 國際挑戰賽 | 男子單打 | 亞軍   |
| 2017年        | 加勒比地區羽毛球聯合會公開賽 | 國際系列賽 | 男子單打 | 亞軍   |
| 代表 丹麦時期 |                              |            |          |        |
| 2019年        | 斯洛文尼亞羽毛球國際賽       | 國際系列賽 | 男子單打 | 準決賽 |
| 2019年        | 斯洛維尼亞羽毛球未來系列賽   | 未來系列賽 | 男子單打 | 冠軍   |
| 2020年        | 斯洛伐克羽毛球公開賽         | 未來系列賽 | 男子單打 | 準決賽 |
| 2021年        | 意大利羽毛球國際賽           | 國際系列賽 | 男子單打 | 準決賽 |
| 2022年        | 葡萄牙羽毛球國際賽           | 國際系列賽 | 男子單打 | 亞軍   |
| 2023年        | 冰島羽毛球國際賽             | 未來系列賽 | 男子單打 | 亞軍   |
| 2023年        | 荷蘭羽毛球國際賽             | 國際系列賽 | 男子單打 | 準決賽 |
| 2023年        | 荷蘭羽毛球公開賽             | 國際挑戰賽 | 男子單打 | 亞軍   |
| 2023年        | 匈牙利羽毛球國際賽           | 國際系列賽 | 男子單打 | 亞軍   |
| 2024年        | 斯洛伐克羽毛球公開賽         | 未來系列賽 | 男子單打 | 亞軍   |
| 2024年        | 捷克羽毛球公開賽             | 國際系列賽 | 男子單打 | 準決賽 |
| 2024年        | 匈牙利羽毛球國際賽           | 國際系列賽 | 男子單打 | 準決賽 |
| 2025年        | 冰島羽毛球國際賽             | 未來系列賽 | 男子單打 | 冠軍   |

| 2007-2017年 | 首要超級賽 | 超級賽 | 黃金大獎賽 | 大獎賽 | 國際挑戰賽 | 國際系列賽 | 未來系列賽 | 其他 |

| 2018-2026年 | 總決賽 | 超級1000賽 | 超級750賽 | 超級500賽 | 超級300賽 | 超級100賽 | 國際挑戰賽 | 國際系列賽 | 未來系列賽 | 其他 |